# Брезно (Словачка)
Брезно (слч. Brezno, мађ. Breznóbánya) град је у Словачкој, који се налази у оквиру Банскобистричког краја.

## Географија
Брезно је смештено у средишњем делу државе. Главни град државе, Братислава, налази се 250 км западно од града.
Рељеф: Брезно се развило у средишњем делу словачког дела Карпата. Град је у котлини реке Хрон, која се простире између планина Ниске Татре на северу и Словачко рудогорје на југу. Брезно се налази на близу 500 метара надморске висине.
Клима: Клима у Брезном је умерено континентална са нешто оштријом цртом због знатне надморске висине.
Воде: Брезно се налази на реци Хрон и то је највише веће насеље на овој реци, веома важној за Словачку. Река дели град на западни и источни део.

## Историја
Људска насеља на овом простору датирају још из праисторије. Насеље под данашњим именом први пут се спомиње 1265. г. као насеље немачких Саса, а околина је већ тада била насељена Словацима. 1335. г. насеље је добио градска права. Током следећих векова град је био у саставу Угарске као обласно трговиште.
Крајем 1918. г. Брезно је постао део новоосноване Чехословачке. У време комунизма град је нагло индустријализован, па је дошло до наглог повећања становништва. После осамостаљења Словачке град је постао њено значајно средиште, а развој зимског туризма у околини дао је граду боље услове за развој у времену транзиције.

## Становништво
| Година:    | 1994.  | 2004.   | 2014.   | 2024.   |
| ---------- | ------ | ------- | ------- | ------- |
| Број људи: | 22 981 | 22 417  | 21 331  | 19 671  |
| Разлика:   |        | -2,45 % | -4,84 % | -7,78 % |

| Година:    | 2023.  | 2024.   |
| ---------- | ------ | ------- |
| Број људи: | 19 790 | 19 671  |
| Разлика:   |        | -0,60 % |

Данас Брезно има око 22.000 становника и последњих година број становника опада.
Етнички састав: По попису из 2001. г. састав је следећи:
- Словаци - 92,8%,
- Роми - 4,6%%,
- Чеси - 0,8%%,
- остали.

Верски састав: По попису из 2001. г. састав је следећи:
- римокатолици - 66,9%,
- атеисти - 18,5%%,
- лутерани - 8,6%,
- гркокатолици - 1,0%,
- остали.

## Партнерски градови
- Чачак

## Галерија
- Градски торањ
- Део средишта
- Здање суда
- Градско језгро